# Державний кордон Франції

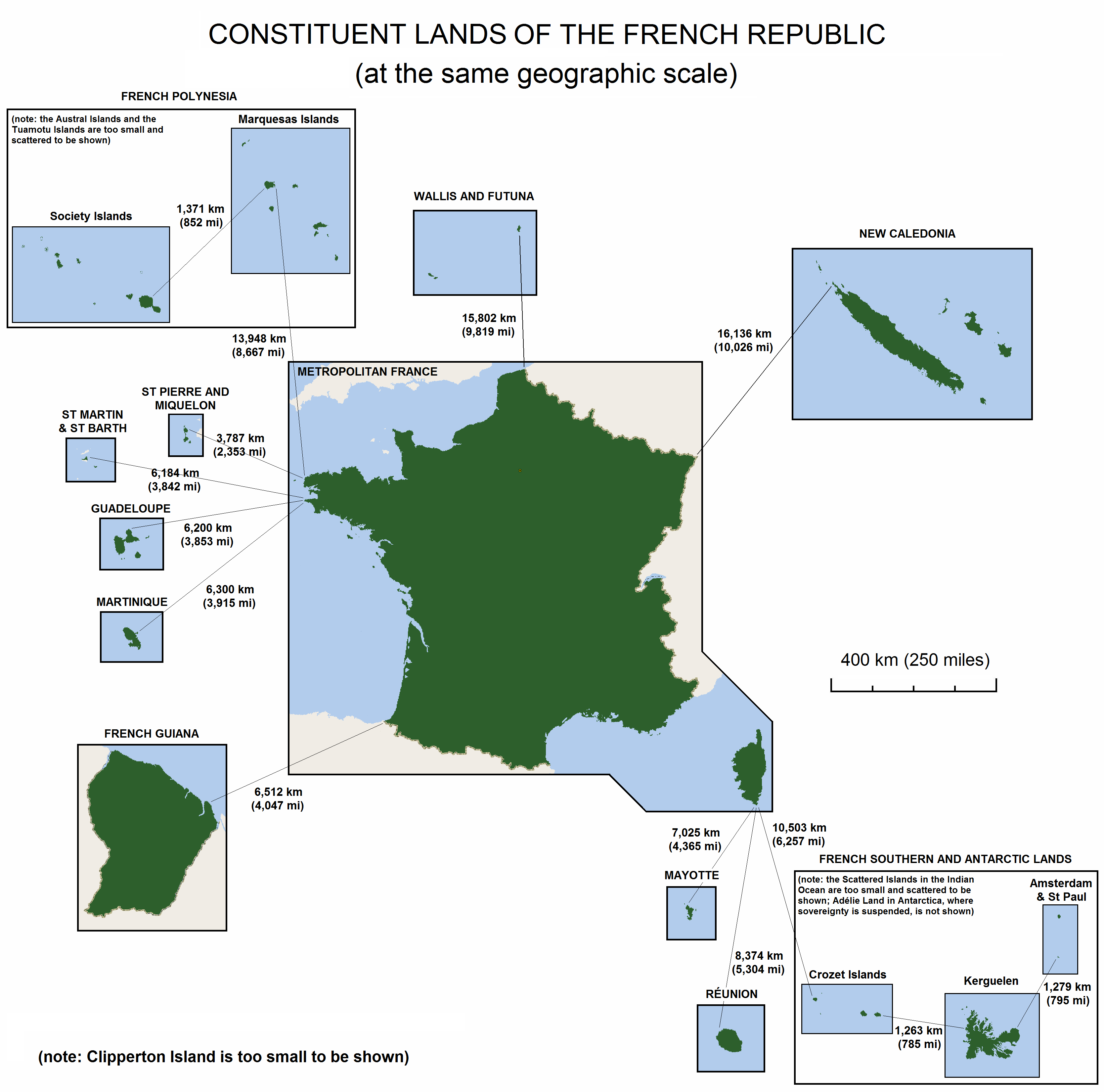
Франція та її території

Французька Республіка має сухопутні кордони з 10 суверенними державами, 8 з яких межують з Французькою Метрополією, а 2 - з заморськими департаментами Франції, загальною протяжністю 3 959 км. Крім того, території Франції межують ще з 5 країнами та територіями.

## Список
Нижче наведено довжину кордонів Франції з різними країнами та територіями. Морські кордони включені не всі.

### Метрополія Франції
| Країна     | Довжина | Прикордонні Регіони                               |
| ---------- | ------- | ------------------------------------------------- |
| Бельгія    | 556 км  | О-де-Франс Гранд-Ест                              |
| Люксембург | 69 км   | Гранд-Ест                                         |
| Німеччина  | 418 км  | Гранд-Ест                                         |
| Швейцарія  | 525 км  | Бургундія-Франш-Конте Овернь-Рона-Альпи Гранд-Ест |
| Італія     | 476 км  | Овернь-Рона-Альпи Прованс-Альпи-Лазурний берег    |
| Монако     | 6 км    | Прованс-Альпи-Лазурний берег                      |
| Іспанія    | 646 км  | Нова Аквітанія Окситанія                          |
| Андорра    | 55 км   | Окситанія                                         |
| Усього     | 2751 км |                                                   |

### Заморські департаменти/Регіони
| Країна   | Довжина  | Прикордонні Регіони |
| -------- | -------- | ------------------- |
| Сурінам  | 556 км   | Французька Гвіана   |
| Бразилія | 730 км   | Французька Гвіана   |
| Усього   | 1 221 км |                     |

### Заморські колективи/території
| Країна                                            | Довжина | Прикордонний колектив/Територія             |
| ------------------------------------------------- | ------- | ------------------------------------------- |
| Королівство Нідерланди                            | 16 км   | Сен-Мартен                                  |
| Територія Росса (Нова Зеландія)                   | N/A     | Французькі Південні й Антарктичні Території |
| Британська антарктична територія (Великобританія) | N/A     | Французькі Південні й Антарктичні Території |
| Австралійська антарктична територія (Австралія)   | N/A     | Французькі Південні й Антарктичні Території |
| Земля Королеви Мод (Норвегія)                     | N/A     | Французькі Південні й Антарктичні Території |

## Дивіться також
- Виключна економічна зона Франції
- Договори про Належну Кореспонденцію